# Ryan Kelley
Ryan Jonathan Kelley (* 31. srpna 1986 Glen Ellyn, Illinois, USA) je americký herec. Proslavil se zejména rolemi Bobbyho Griffitha ve filmu Modlitby za Bobbyho a zástupce šerifa Jordana Parrishe v teenagerovském sriálu Vlčí mládě.

## Životopis
Ryan se narodil do luteránské rodiny jako 5. nejstarší z celkem 15 dětí a vyrůstal v Glen Ellyn u Chicaga ve státě Illinois. Když mu byly 2 roky, tak matka vzala jeho a dalších 5 dětí k filmovému agentovi, jelikož se inspirovala u svých sousedů a již ve 4 letech se stal členem spolku Screen Actors Guild (SAG) a získal svoji první roli ve filmu. Již od malička se začal objevovat v mnoha reklamách. Každý rok cestoval do Los Angeles a když mu bylo 18 let, tak se tam i přestěhoval. Kvůli svému kariérnímu vytížení se musel 2 roky vzdělávat doma.

## Filmografie

### Film
| Rok  | Název                                       | Role             | Poznámky |
| ---- | ------------------------------------------- | ---------------- | -------- |
| 1995 | Roommates                                   | Mo               |          |
| 1999 | Charming Billy                              | 10letý Duane     |          |
| 2002 | Stolen Summer                               | Seamus O'Malley  |          |
| 2002 | Stray Dogs                                  | J. Fred Carter   |          |
| 2004 | Mean Creek                                  | Clyde            |          |
| 2004 | The Dust Factory                            | Ryan Flynn       |          |
| 2006 | Outlaw Trail: The Treasure of Butch Cassidy | Roy Parker       |          |
| 2006 | Letters from Iwo Jima                       | Marine #2        |          |
| 2007 | Still Green                                 | Alan             |          |
| 2009 | Modlitby za Bobbyho                         | Bobby Griffith   |          |
| 2015 | War Pigs                                    | William York     |          |
| 2016 | Lucifer                                     | Peter Matheson   |          |
| 2017 | Realms                                      | Bobby            |          |
| 2019 | Badland                                     | Jasper Mortenson |          |
| TBA  | The Promethean                              | Forsyth          |          |

### Seriály
| Rok       | Název                                     | Role              | Poznámky                                                   |
| --------- | ----------------------------------------- | ----------------- | ---------------------------------------------------------- |
| 1998      | Early Edition                             | Tom Stone         | Epizoda: "The Quality of Mercy"                            |
| 2002      | Smallville                                | Ryan James        | jako host; 2 epizody                                       |
| 2005      | Boston Legal                              | Stuart Milch      | Epizoda: "Let Sales Ring"                                  |
| 2008      | Odložené případy                          | Curt Fitzpatrick  | Epizoda: "Sabotáž"                                         |
| 2008      | Terminátor: Příběh Sáry Connorové         | Young Derek Reese | Epizoda: "What He Beheld"                                  |
| 2008      | Women's Murder Club                       | Charlie Gifford   | Epizoda: "And the Truth Will (Sometimes) Set You Free"     |
| 2009      | Posel ztracených duší                     | Devin Bancroft    | Epizoda: "Life on the Line"                                |
| 2009      | Ben 10: Alien Swarm                       | Ben Tennyson      | Televizní film                                             |
| 2009      | Mending Fences                            | Chuck Bentley     | Televizní film                                             |
| 2009      | Zákon a pořádek: Útvar pro zvláštní oběti | Enzo Cook         | Epizoda: "Users"                                           |
| 2009      | Destroy Build Destroy                     | Himself           | Epizoda: "Ben 10: Alien Swarm vs. Dude, What Would Happen" |
| 2012      | Sexting in Suburbia                       | Mark Carey        | Televizní film                                             |
| 2014–2017 | Vlčí mládě                                | Jordan Parrish    | stálá role; 46 epizod                                      |
| 2017      | Do I Say I Do                             | Mike Pryce        | Televizní film                                             |
| 2018      | Námořní vyšetřovací služba L. A.          | Jesse Smith       | Epizoda: "Warriors of Peace"                               |
| 2019      | A Beauty & The Beast Christmas            | Beau Bradley      | Television film                                            |

### Jiné
| Rok  | Název         | Role              | Poznámky                                  |
| ---- | ------------- | ----------------- | ----------------------------------------- |
| 2013 | Twisted Tales | Buddy             | Epizoda: "Bite" - internetový seriál      |
| 2017 | "Places"      | The Love Interest | Xenia Ghali ft. Raquel Castro - videoklip |

## Ocenění
- Independent Spirit Awards, 2005 - za Zvláštní vyznamenání (Special Distinction Award) - vyhrál[4]
- Fort Lauderdale International Film Festival, 2007 - Best Ensemble - vyhrál
- Online Film & Television Association Award, 2009 - Nejlepší herec ve vedlejší roli ve filmu nebo minisérii - nominován